# Сковорода, Григорий Саввич
Григо́рий Са́ввич Сковорода́ (рус. дореф. Григорій Саввичъ Сковорода, Григорій сынъ Саввы Сковорода, лат. Gregorius Sabbae filius Skovoroda, укр. Григорій Савич Сковорода; 22 ноября (3 декабря) 1722, местечко Чернухи, Киевская губерния, Российская империя — 29 октября (9 ноября) 1794, имение Ивановка, Харьковское наместничество, Российская империя) — русский и украинский странствующий философ

, поэт, баснописец и педагог, внёсший значительный вклад в восточнославянскую культуру. Снискал славу первого самобытного философа Российской империи. Григорий Сковорода считается завершителем эпохи казацкого барокко и родоначальником русской религиозной философии. Произведения Григория Сковороды оказали существенное влияние на ряд русских мыслителей, в особенности на Владимира Эрна.
Григорий Сковорода приходится двоюродным прадедом русскому философу Владимиру Соловьёву.

## Биография

### Происхождение
Григорий Саввич Сковорода родился 22 ноября (3 декабря) 1722 года в сотенном селе Чернухи Лубенского полка, входившем в черту Киевской губернии (ныне Чернухинский район Полтавской области, Украина). Среди уроженцев Лубенского полка в ревизских книгах восемнадцатого века также упоминаются Клим, Фёдор и Емельян Сковорода, по всей видимости состоявшие с Григорием Сковородой в родстве. Григорий был вторым ребёнком в семье малоземельного казака Савки (Саввы) Сковороды и его жены Палажки — в девичестве — Пелагеи Степановны Шангиреевой.
Мать философа была дочерью Степана Шан-Гирея, потомка крещёного крымского татарина, служившего казаком в Каневском полку. Брат деда философа Сковороды — Фёдор Шан-Гирей — служил священником в Чернигове, впоследствии приобрёл большое имение и подавал прошение на вступление в дворянское достоинство. Род Шан-Гиреев был тесно связан с Каневским полком: наказным полковником в Каневском полку в 1650-м году был назначен некий Иван Шан-Гирей. Предки казаков Шан-Гиреев имели некогда высокое положение в Крымском ханстве. Точных сведений об отце Степана Шан-Гирея не сохранилось. Согласно исследованиям, предположительно, он состоял в прямом родстве с Шан Шагин Гиреем, младшим братом хана Мухаммада Гирея III, правившего в Крымском ханстве на протяжении четырёх лет. По линии матери в родстве с фамилией Шан-Гиреев состояли Михаил Лермонтов, а также его первый биограф, поэт и троюродный брат Аким Шан-Гирей.
Отец Шан Шагин Гирея и Мухаммада Гирея III служил наместником Ивана Грозного в Астрахани. Мухаммад Гирей III получил ханские бразды правления путём интриг против хана Джанбег-Гирея, утратившего власть. Однако Джанбег-Гирей сумел вернуть расположение Османов, приняв участие в персидской и польской войнах и оказав тем самым туркам большие услуги. Турция призвала Мухаммада Гирея III склониться перед Джанбег-Гиреем. Не желая утратить ханскую власть, Мухаммад Гирей III выступил против турок, призвав к себе в помощь запорожцев. Вместе с ним против Турции выступил и его брат Шан Шагин Гирей. Несмотря на кратковременные успехи, в 1625 году Мухаммад Гирей III потерпел сокрушительное поражение от Порты и был вынужден бежать вместе с родственниками к запорожцам. В 1629 году Мухаммад Гирей III погиб во время очередного налёта на Крымское ханство. Брат беглого хана — Шан Шагин Гирей — опасаясь возмездия со стороны Османов, был вынужден на некоторое время примкнуть к казакам. Перейдя в православие, «запорожская ветвь» его потомков породнилась с казацкими старшинами. Впоследствии потомки Шан-Гиреев поступили на службу в Корсунский и Каневский полки. В русской литературе воинский дух Гиреева дома снискал широкую известность благодаря поэме Александра Пушкина «Бахчисарайский фонтан».
О происхождении отца Сковороды сведения крайне скудны. По отцовской линии, согласно сведениям Густава Гесса де Кальве, Григорий Саввич Сковорода был связан с казацким духовенством. Из источников известно, что отец философа занимался винокуренным промыслом. Как полагают исследователи, Григорий Сковорода родился на входившем в село Чернухи хуторе Харсики. Ещё в двадцатом веке там проживали люди с фамилиями Сковорода, Сковородько и Сковороденко; в восемнадцатом веке в Харсиках располагался земельный надел, который предоставлялся в Чернухах лицам духовного звания. Согласно Густаву Гессу да Кальве, отец философа — Савва Сковорода — был в Чернухах сельским священником, что подкрепляет версию о том, что отчий дом философа мог находиться именно в Харсиках.
К духовенству также принадлежал двоюродный брат Григория Сковороды Иустин Зверяка (в миру — Иван Зверяка; 1717—1790), игумен Синянского монастыря в селе Писаревка Золочевского уезда Харьковского наместничества. Зверяка был человеком хорошо образованным, служил типографом в Киево-Печерской лавре. Из наследия Сковороды известно, что Зверяка читал труд Сковороды «Жена Лотова», однако, не счёл его достойным внимания; как писал сам Сковорода про Зверяку: «брат мой, <…> не мог чувствовать вкуса в Жене моей Лотовой».

### Ранние годы
О ранних годах жизни Григория Сковороды достоверных сведений не сохранилось. Согласно исследованиям Л. В. Ушкалова, в возрасте семи лет Григория могли зачислить в четырёхклассную дьяковскую школу, действовавшую в Чернухах. В народе бытовала легенда, объяснявшая страсть юного казака к учёности. По легенде, в отрочестве Григорий столкнулся с непониманием в семье; в шестнадцать лет Гриша покинул отчий дом, после того как отец наказал его за то, что сын потерял в поле овцу. Более правдоподобной, однако, представляется версия, согласно которой сыновья — Григорий и Степан — отправились учиться по воле и наставлению отца, так как для малоземельного казачества настали не лучшие времена. Старший сын Саввы Сковороды — Степан — уехал в столицу ещё при жизни отца, а Григорий, предположительно, уже после его кончины.
В Санкт-Петербурге и в Москве у семьи Сковород-Шан-Гиреев уже проживали родственники. Известно, что Степан Сковорода много времени проводил в Санкт-Петербурге у родни. В 1738 году Степан отправился в город на Неве, «чтобы искать счастья в столице, где проживали его родственники Полтавцевы». Дядя по материнской линии Шангиреевых и двоюродный брат будущего философа Григория Сковороды — Игнатий Кириллович Полтавцев — был крупным вельможей и землевладельцем, служившим в чине полковника Русской императорской армии. В царствование императрицы Елизаветы Петровны Полтавцев состоял в должности камер-фурьера и имел в Коломенском, в Керенском и в Шацком уездах шестьсот тридцать пожалованных душ. Дом Полтавцева и его семьи всегда был открыт для сыновей Саввы Сковороды. Д. И. Чижевский, в частности, выдвинул предположение, что именно благодаря усилиям и влиянию Игнатия Полтавцева Григорий Сковорода получил возможность стать придворным певчим в Санкт-Петербурге, а Степан Сковорода — получить начальное образование в Польше.

### Первый период обучения в Киевской академии
Традиционно считается, что c осени 1738 года по лето 1741 года Григорий Сковорода учился в Киевской духовной академии, однако в списках учащихся его имя не сохранилось. Первый период обучения Сковороды в Академии восстановил в 1902 году Н. И. Петров, основываясь на сведениях о Самуиле Миславском и копии латинской книги «Об исхождении Св. Духа» Адама Зерникава, переписанной 35 студентами для Тимофея Щербацкого, среди которых был Сковорода. По мнению Л. Е. Махновца, Н. И. Петровым был допущен ряд неточностей в реконструкции протяжённости «первого малороссийского периода» Сковороды, которые впоследствии воспроизводит и развивает Д. И. Багалей. Согласно архивным исследованиям Л. Е. Махновца, Сковорода должен был проходить обучение в академии с 1734 по 1741, с 1744 по 1745 и с 1751 по 1753 годы, то есть получается, что Сковорода поступил в Академию в возрасте 12 лет, причём, исходя из этих расчётов, в Киевской академии юный Сковорода мог воочию увидеть молодого Михаила Ломоносова.
Хотя большинство современных исследователей разделяют позицию Л. Е. Махновца, вопросов о первом периоде обучения в Академии больше, чем ответов, поэтому его периодизация по-прежнему остаётся дискуссионной. Согласно исследованиям Л. В. Ушкалова, в 1735—1738 годах Сковорода проходил обучение в грамматических классах, то есть изучал латинский язык, а также прозаические и поэтические произведения латинских классиков; далее шли курсы поэтики и риторики. В 1739—1740 годах Сковорода учил греческий, немецкий и еврейский языки под руководством Симона Тодорского. Затем схема образования в Киевской академии предусматривала прохождение обучения философии продолжительностью в два года, где изучались диалектика, логика, этика, физика и метафизика. В этом классе Сковорода должен был проходить обучение под руководством префекта академии Михаила Козачинского.

### Сковорода при дворе: Глухов, Москва, Петербург

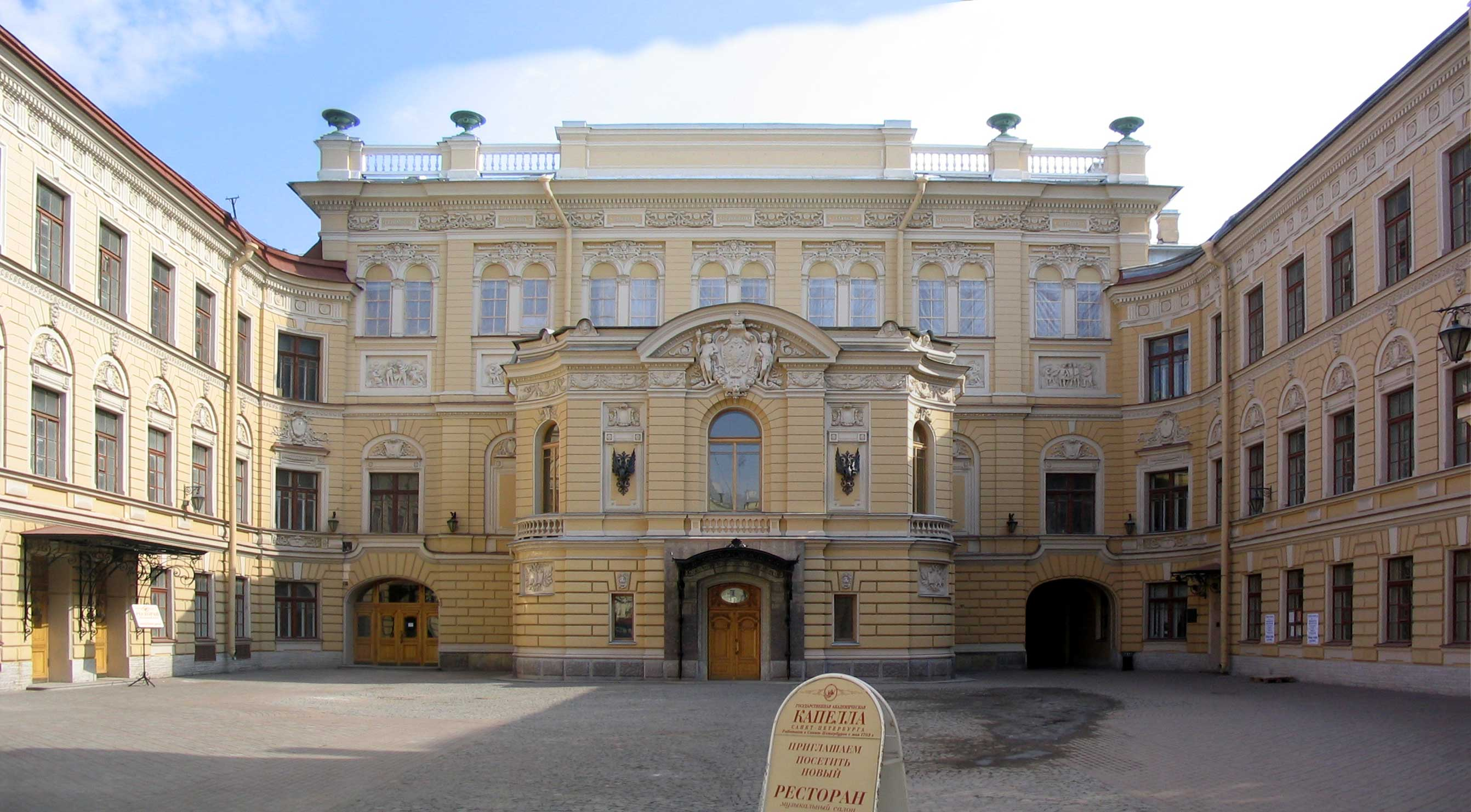
Здание капеллы (Санкт-Петербург)

Обучение, начатое в Академии, Сковорода не закончил. 7 сентября 1741 года Сковорода по настоянию Рафаила Заборовского прибыл в Глухов вместе с тремя музыкантами: Стефаном Тарнавским, Иваном Тимофеевым и Калеником Даниловым. Там он прошёл конкурсный отбор и был отправлен назначенным по приказанию обер-прокурора И. И. Бибикова уставщиком Гаврилой Матвеевым в придворную певческую капеллу в Санкт-Петербург. Будущий философ ехал в северную столицу через Москву, так как именно там проходили торжества по поводу коронации Елизаветы Петровны, взошедшей на престол 25 ноября 1741 года. Будучи музыкантом, Сковорода принимал участие в постановке оперы Иоганна Адольфа Хассе «Милосердие Тита», поставленной Якобом Штелином по случаю коронационных торжеств. В Санкт-Петербург Сковорода прибыл только в декабре 1742 года. В качестве придворного певчего Сковороду поселили в Придворной капелле близ Зимнего дворца. Его годовое жалование составляло 25 рублей, что по тем временам было большой суммой, при этом семья Сковороды освобождалась на время службы сына от налогообложения.
Будучи певчим, Сковорода сблизился с фаворитом императрицы, графом Алексеем Разумовским, происходившим, как и Сковорода, из малоземельных днепровских казаков. С 1741 по 1744 год Григорий Сковорода проживает в Санкт-Петербурге и в Москве. В этот период он часто гостит в имениях Разумовских и Полтавцевых. Доверенным лицом Разумовских был философ Григорий Теплов. Предположительно, Сковорода мог видеться с Тепловым на приёмах у Разумовских в период придворной службы с 1742 по 1743 год, пока Теплов с Кириллом Разумовским не уехали в Тюбинген. Косвенные свидетельства знакомства со Сковородой содержатся в сочинении «Знания, касающиеся вообще до философии», в котором Теплов колко рассуждает о странствующем образе жизни некоторых мыслителей-современников.

### Возвращение в Киев, путешествие в Центральную Европу
В 1744 году Сковорода прибыл в составе свиты императрицы Елизаветы Петровны в Киев, там он получил увольнение с должности певчего в звании придворного уставщика, с тем чтобы продолжить обучение в Киевской духовной академии. Д. И. Багалей обнаружил в Харьковском историческом архиве ревизскую книгу за 1745 год, в которой числится «двор Пелагеи Сковородихи, чей сын (обретался) в певчих». Из записи в ревизской книге вытекает, что Саввы Сковороды к 1745 году не было в живых. Будучи в академии, Сковорода слушал лекции Георгия Конисского, Мануила Козачинского и др. В период обучения в академии большое влияние на Сковороду оказала фигура знаменитого киевского путешественника и паломника Василия Барского, вернувшегося под конец жизни в Киев.
Желая постранствовать по миру, Сковорода (по версии Густава Гесса де Кальве) притворился сумасшедшим, вследствие чего был исключён из бурсы. Вскоре, согласно Коваленскому, Сковорода отправился за границу в качестве церковника при генерал-майоре Фёдоре Степановиче Вишневском (сербском дворянине на русской службе, близком друге и сподвижнике графа А. Г. Разумовского) в составе русской миссии в Токай. Целью миссии была закупка токайских вин для императорского двора. Исследователи предполагают, что Ф. С. Вишневский взял Сковороду в качестве учителя для своего сына Г. Ф. Вишневского, отправившегося в Токай вместе с отцом. Против этой версии говорит тот факт, что Гаврила Вишневский был старше Сковороды: на момент токайской миссии ему исполнилось двадцать девять лет.
Считается, что за три года Сковорода побывал в Польше, Венгрии и Австрии. По данным Густава Гесса де Кальве, Сковорода также был в Пруссии и даже Италии. Достоверно известно только то, что Сковорода посетил окрестные земли близ Токая и побывал в Вене. Однако, основываясь на том, что Сковорода был в токайской миссии пять лет, а не два с половиной года, как полагали в начале двадцатого века А. В. Петров и Д. И. Багалей, Л. Е. Махновец вслед за П. Н. Поповым пришёл к выводу, что Сковорода и впрямь мог побывать в Италии и даже добраться до Рима. Основным аргументом в пользу правдивости сведений Густава Гесса де Кальве о поездке в Италию служит тот факт, что у Ф. С. Вишневского были знакомые во многих посольствах Западной Европы, а значит Сковорода мог воспользоваться связями генерал-майора. Кроме того, в подтверждение теории об итальянских странствиях П. Н. Попов приводит реплику Лонгина из диалога Сковороды «Кольцо»: «Имеет обычай и Италия молотить волами». Из этой реплики П. Н. Попов и Л. Е. Махновец выводят косвенное свидетельство поездки Сковороды в Италию. Неопровержимых доказательств поездки Сковороды в Италию до сих пор представлено не было, поэтому вопрос о её возможности остаётся открытым.

### Сковорода в Переяславском коллегиуме и в имении Степана Томары
В начале 1750 года Сковорода вернулся в Киев. По приглашению Никодима Скребницкого он написал для Переяславского коллегиума «Руководство о поэзии». Текст «Руководства» не сохранился, однако известно, что курс, составленный Сковородой, вызвал недовольство переяславского епископа. Он потребовал, чтобы Сковорода преподавал предмет «по старине», Сковорода с требованием не согласился и процитировал латинскую пословицу «Alia res sceptrum, alia plectrum» («Одно дело (архиерейский) жезл, другое — (пастушья) свирель»), что было расценено епископом Никодимом как непростительная дерзость и послужило поводом для увольнения Сковороды из Переяславского коллегиума при духовной семинарии в 1754 году.
В том же 1754 году, после увольнения, Григорий Сковорода стал домашним учителем четырнадцатилетнего дворянского юноши Васи Томары и проживал в имении отца мальчика в селе Коврай на реке Коврайце близ города Золотоноши. Мальчик был сыном переяславского полковника, коллежского советника Степана Васильевича Томары, имевшего греческие корни, и его жены Анны Васильевны Кочубей, внучки знаменитого генерального судьи Войска Запорожского Василия Леонтьевича Кочубея, получившего известность за донос на гетмана Ивана Степановича Мазепу. Оба — Сковорода и Томара — имели родственные связи с Лизогубами. По неизвестным причинам отношения Сковороды с семьёй Томары не сложились. М. И. Коваленский утверждал, что несмотря на достойную оплату, пан Стефан Томара, как звал себя полковник, стремился подчёркивать своё превосходство над философом, а жена Томары — Анна Васильевна — не считала Сковороду достойным наставником для сына. Как-то раз Сковорода, недовольный учеником, назвал его «свиной головой», мать ребёнка подняла скандал. В результате этого инцидента Григорий Сковорода покинул дом Томары до окончания контракта.

### Сковорода в Москве и в Троице-Сергиевой лавре

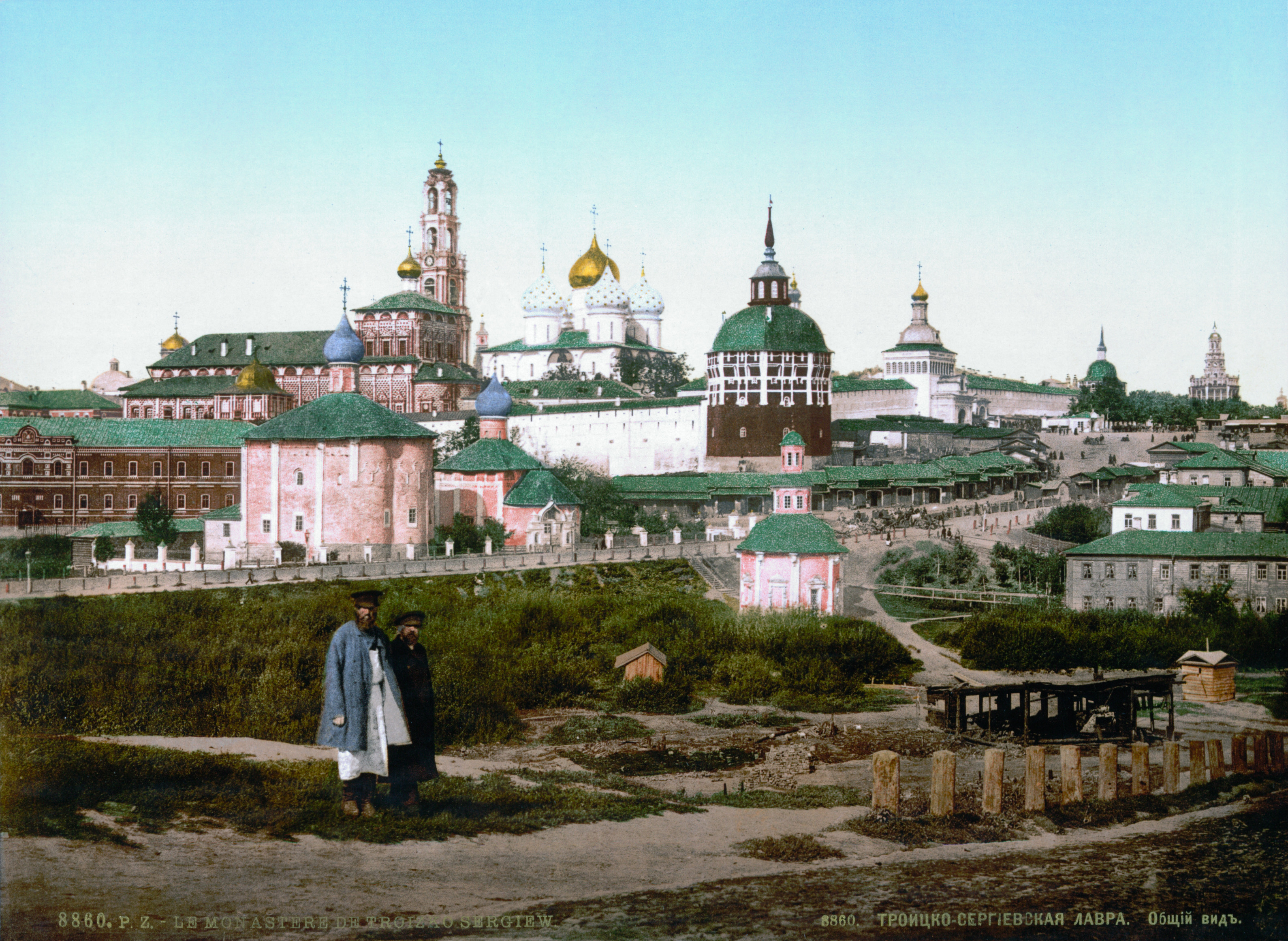
Вид на Троице-Сергиеву Лавру. Фотохром (цветная литография), 1890-е годы

Получив от старого приятеля из Москвы Алексея Сохи письмо с выражением поддержки, Григорий Сковорода в том же 1754 году решил отправиться в первопрестольный град вместе с проповедником Владимиром Калиграфом и будущим префектом Московской академии и епископом Вологодским Иваном Братановским. Известно, что Владимир Калиграф, получивший вместе с Братановским назначение на должность префекта академии, вёз с собой в Москву труды Эразма Роттердамского и Лейбница. Не исключено, что Сковорода ознакомился в пути с этими сочинениями.
В Москве Сковорода прожил около года: с 1755 по 1756 год, точный срок пребывания в Москве неизвестен. Он нашёл приют в Троице-Сергиевой лавре, где сблизился с «многоучёным» настоятелем Кириллом Лящевецким. Как и Сковорода, Лящевецкий происходил из казаков и проходил в молодости обучение в Киевской духовной академии. В Троице-Сергиевой лавре казначеем в это время был епископ Нижегородский и Алатырский Феофан Чарнуцкий, происходивший как и Сковорода из деревни Чернухи (также — Чарнухи, Чорнухи). Вероятно, это обстоятельство благоприятствовало пребыванию Сковороды в Троице-Сергиевой лавре, в которой он не только имел приют, но и пользовался библиотекой. В частности, греческие памятники из Троице-Сергиевой лавры заложили основу для написания Сковородой произведения «Сад божественных песней». Настоятель Кирилл Лящевецкий, отмечавший образованность философа, предлагал Сковороде остаться в Троице-Сергиевой лавре и занять в ней должность библиотекаря, но философ, желавший продолжить странствие, отказался от этого предложения. В дальнейшем Сковорода поддерживал с Кириллом Лящевецким дружескую переписку.

### Возвращение в село Каврай
Возможно ещё будучи в Москве Сковорода получил известие о том, что пан Стефан Томара просит у философа прощения и приглашает его вернуться в Каврай, с тем чтобы продолжить обучение его сына Василия. Зная характер Томары, Сковорода ехать в Каврай не хотел. Однако Томара обратился к общим знакомым, чтобы убедить философа вернуться. Как отмечает в своём исследовании граф П. Бобринской: «Приятель, у которого он остановился, решается обманным путём везти его к Томаре в его село Каврай». По версии Л. Е. Махновца, чтоб везти Сковороду в Каврай, приятель, должно быть, напоил философа, который не был чужд выпить вино в компании, и ночью перевёз его спящего в село из Переяславля. В результате, оказавшись в селе, Сковорода был вынужден принять повторное приглашение и ради мальчика остаться в имении Томары, в котором он прожил до 1758 года. Толком никому не известный мальчик Вася впоследствии вошёл в историю как сенатор и действительный тайный советник Василий Степанович Томара, проявивший себя как видный русский дипломат в Турции и на Кавказе. Василий Томара также сформировался как самобытный мыслитель. Философские воззрения Василия Томары, отчётливо перекликающиеся с духовными размышлениями Сковороды, нашли отражение в воспоминаниях Жозефа де Местра о дипломате.

### Сковорода в Харьковском коллегиуме

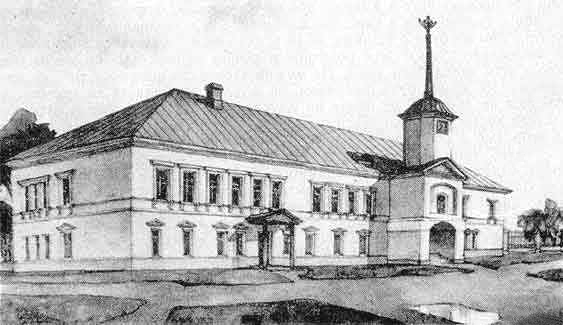
Здание Харьковского коллегиума (1721—1840).
Ок. 1810-х гг. Рисунок современника

#### Первый харьковский период
В 1759 году Сковорода получил приглашение от архиерея Иоасафа (Горленко) и прибыл в Слободскую губернию для ведения преподавательской деятельности в Харьковском коллегиуме. По окончании учебного года (1759—1760) Сковорода не захотел принять монашеский постриг, в связи с чем был вынужден оставить коллегиум. После увольнения Сковорода около двух лет жил в селе Старица близ Белгорода, приписанном к Николаевскому мужскому монастырю, возведённому в 1599 году по указу Бориса Годунова. Предположительно, переезд Сковороды в Старицу был обусловлен близким знакомством с архимандритом Гервасием Белгородским. О годах жизни философа, проведённых в селе Старица, а также в Белгороде, практически ничего неизвестно.

#### Второй харьковский период
Где-то весной 1762 года Григорию Сковороде представилась возможность познакомиться в Белгороде с харьковским студентом-богословом Михаилом Ивановичем Коваленским, который с тех пор становится его ближайшим учеником и другом. Ради этого юноши философ снова возвращается в Харьковский коллегиум: с сентября 1762 по июнь 1764 года он читает курс греческого языка. В этот период вокруг Сковороды формируется целый круг учеников и сподвижников, причём этот круг по преимуществу формировался из детей священнослужителей, которые ко всему прочему были друзьями Михаила Коваленского, либо состояли с ним в родстве. В качестве исключения из правила можно упомянуть Ивана Афанасьевича Панкова, уроженца Воронежской губернии, сына смотрителя города Острогожска, с которым Сковорода также дружил. Братья Михаил и Григорий Коваленские встречались со Сковородой не только на лекциях, но и в доме у своего дяди — также преподавателя Харьковского коллегиума, протоиерея Петра Коваленского. Тем временем, по смерти архиерея Иоасафа Горленко новым архиереем становится Порфирий (Крайский). И сам Сковорода, и новый префект коллегиума протоиерей Михаил (Шванский), и новый ректор Иов (Базилевич) не пользовались благосклонностью Порфирия. В результате, после окончания 1763—1764 учебного года Сковорода снова вынужден был покинуть учебное заведение.

#### Третий харьковский период
Спустя несколько лет Сковорода сближается с харьковским губернатором Евдокимом Алексеевичем Щербининым. В 1768 году Сковорода (по инициативе Щербинина) вновь возвращается в Коллегиум: Евдоким Щербинин своим приказом назначил его на должность преподавателя катехизиса. Однако новый белгородский и обоянский епископ митрополит Самуил был недоволен тем, что катехизис читает светский человек, и критически оценив курс философа, весной 1769 года уволил его. Сковорода отстраняется от преподавания (уже в третий раз), после чего к преподавательской деятельности не возвращается.

### Годы странствий
В последующие годы Григорий Сковорода по большей части вёл жизнь странствующего философа-богослова, скитаясь по Малороссии, Приазовью, по Слободской, Воронежской, Орловской и Курской губерниям. Также известно, что Сковорода побывал в Области Войска Донского в Ростове у родственников Коваленского.

#### Сковорода в слободских городах и сёлах

##### Харьков и окрестные места
В 1774 году Григорий Сковорода окончил в имении Евдокима Щербинина в селе Бабаи «Басни харьковские» и посвятил их станционному смотрителю города Острогожска Афанасию Панкову. Афанасий Панков появляется также в «Диалогах» Сковороды как заядлый спорщик «Афанасий». Сын Афанасия Панкова Иван был в числе студентов, слушавших лекции Сковороды в Харьковском коллегиуме. Благодаря переписке известно, что в том же 1774 году Сковорода жил у сотника Алексея Авксентиева в Лисках. Видимо, Сковорода дружил не только с сотником, но и с другими членами семьи Авксентиевых. В одном из писем к священнику Якову Правицкому из Бабаев Сковорода в 1786 году написал: «Целуйте такожде духовную матерь мою, игумению Марфу. Писать обленился к ней». Марфа Авксентиева была служительницей Вознесенского монастыря в пятнадцати вёрстах от Харькова.
В числе друзей Сковороды было много видных харьковских купцов. Среди них отдельного упоминания заслуживают Егор Урюпин («правая рука» Василия Каразина), Артём Карпов, Иван Ермолов, Степан Курдюмов и др. Все они принимали непосредственное участие в учреждении Харьковского университета. О некоторых из харьковских друзей Сковороды, принадлежавших к купечеству, ничего не известно, кроме фамилий: Рощин и Дубравин. Сковорода находился в близких отношениях с харьковскими дворянами, в частности, с вахмистром Ильёй Мечниковым, владевшим окрестностями Купянска. У него Сковорода часто останавливался погостить. Воспоминания вахмистра, а также его сына Евграфа Мечникова (предка знаменитых учёных Ильи и Льва Мечниковых) легли в основу биографии Сковороды, составленной Густавом Гессом де Кальве, женившимся на дочери вахмистра Серафиме.

##### Воронеж и окрестные места
В Воронежской губернии Сковорода проводил много времени, в особенности в 70-е годы. Там проживали его близкие друзья, помещики Тевяшовы, у которых Сковорода часто гостил. «В гостеприимном острогожском доме (Тевяшовых) странник отогревался душой и телом». Диалог «Кольцо» и следом за ним «Алфавит, или букварь мира» Сковорода в 1775 году посвятил «Милостивому государю Владимиру Степановичу, его благородию Тевяшову». В 1776 году Григорий Саввич заканчивает в Острогожске «Икону Алкивиадскую» и адресует её отцу Владимира — Степану Ивановичу Тевяшову. Ему же посвящён переведённый Сковородою с латинского диалог Цицерона «О старости». В Острогожске также жил близкий друг философа, художник Яков Иванович Долганский: в диалогах Сковороды он фигурирует под именем «Яков». В переписке Сковороды сохранилось множество свидетельств его дружеских связей с целым рядом слободских художников, в частности, Сковорода поддерживал близкие отношения с художником Семёном Никифоровичем Дятловым, автором акварельных рисунков к его труду «Алфавит, или Букварь Мира». Дятлову Сковорода посвятил притчу «Благодарный Еродий». В 1774 году Сковорода жил у сотника Алексея Авксентиева в воронежских Лисках.

#### Сковорода в Таганроге
В 1781 году Сковорода едет в Таганрог к брату своего ученика Михаила — Григорию Ивановичу Коваленскому, который, в бытность учащимся в Харьковском коллегиуме, слушал вместе с Михаилом курс Сковороды о катехизисе. В Таганроге также жил друг и ученик Сковороды Алексей Базилевич, сокурсник Коваленских.
Как отмечает де Кальве, поездка Сковороды в Таганрог продлилась в общей сложности около года. О пребывании Сковороды в городе свидетельствует сохранившаяся переписка с друзьями, которую философ вёл, проживая у Григория Коваленского. Из биографии, составленной де Кальве, следует, что Григорий Коваленский организовал по приезде Сковороды большой приём, на который были приглашены знатные вельможи. Однако Сковорода, проведав об этом, укрылся в телеге и не вошёл в дом до тех пор, пока гости не разошлись. Достоверно известно, что он останавливался в собственном доме Г. И. Коваленского на улице Елизаветинской (ныне Р. Люксембург). Историки Таганрога отмечают, что Сковорода не мог попасть в Таганрог мимо имения Ряженое, тем более, что Григорий Коваленский местом своего постоянного жительства избрал именно его. Среди корреспондентов Григория Сковороды в этот период, в частности, фигурирует харьковский купец Степан Никитич Курдюмов. Переписка философа с Курдюмовым сохранилась в архиве семьи купца.
В 1787 году Сковорода заканчивает притчу «Благодарный Еродий» и посвящает её Дятлову, в том же году он пишет притчу «Убогий жаворонок» и посвящает её купянскому помещику Фёдору Ивановичу Дискому.
В 1790 году Сковорода заканчивает перевод с греческого «Книжечки о спокойствии души» Плутарха и посвящает её старому умирающему другу, секунд-майору Якову Михайловичу Донцу-Захаржевскому, предводителю харьковского дворянства, происходившему из казацкой старшины Донского и Запорожского Войск.
Как показал И. И. Срезневский, Сковорода в эти годы стал окончательно расходиться в своих суждениях с догматами церкви. Белгородский протоиерей Иван Трофимович Савченков, находившийся в дружеской переписке с философом, с сожалением высказывался о том, что Сковорода в старости не признавал ни постов, ни обрядов, называя их «хвостами», которые надобно отсечь.

#### Сковорода в Курске и в слободских местах

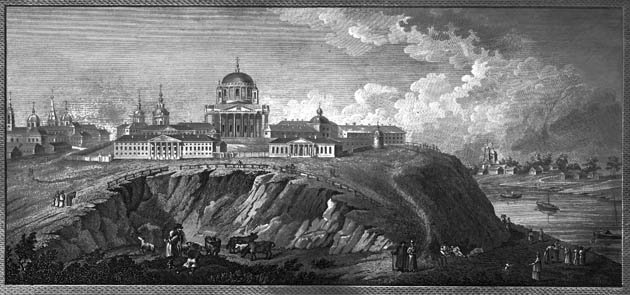
Курский Знаменский монастырь

В начале 1790-х годов Сковорода останавливается в Знаменском монастыре в Курске, где сблизился с архимандритом Амвросием. В 1791 году Сковорода уезжает в село Ивановка. Там он посвящает своему ученику Михаилу Коваленскому свой последний философский диалог «Потоп Змиин», который он, по-видимому, написал ещё в конце восьмидесятых годов. Сковорода также подготовил рукописи всех имеющихся у него в распоряжении трудов, чтобы передать их перед смертью любимому ученику. Весь 1792 год Сковорода проводит в селе Гусинка под Купянском.

#### Сковорода в Орле
В 1793 году уже в преклонном возрасте Сковорода собирается передать перед смертью все рукописи любимому ученику Михаилу Коваленскому, проживавшему в то время в Орловской губернии. Известно, что Сковорода ехать в Орёл не хотел, так как очень не любил промозглую погоду и боялся, что найдёт смерть по дороге, не успев вернуться. Лощиц предположил, что Сковорода, по-видимому, стремился повторить путь Василия Барского, вернувшегося под конец жизни после продолжительных странствий в Киев, чтобы встретить в родном городе конец. Будучи студентом, Сковорода присутствовал на похоронах Василия Барского, чей жизненный путь предопределил его собственный образ жизни. Несмотря на слабость и преклонный возраст, Сковорода отправился в Орловскую губернию. Добравшись до Хотетова, Сковорода в августе 1794 года останавливается у Михаила Коваленского в его имении и передаёт ему все свои рукописи. Попрощавшись с любимым учеником, Сковорода отправился обратно на юг.

#### Кончина
Сковорода умер 29 октября (9 ноября) 1794 года в доме дворянина, коллежского советника Андрея Ивановича Ковалевского, отчима Каразина, в селе Ивановке Харьковской губернии на пути в Киев. По другой версии, изложенной Коваленским, Сковорода не собирался возвращаться в Малороссию, а хотел умереть в Слободском крае, что и произошло. Незадолго до смерти в Ивановке был закончен последний прижизненный портрет Сковороды кисти харьковского художника Г. Лукьянова. Оригинал портрета был утрачен, однако сохранилась его копия, находившаяся в коллекции В. С. Александрова. С оригинала портрета Лукьянова, или с одной из его копий, была выполнена гравюра П. А. Мещерякова. Портрет из коллекции Александрова или гравюра, выполненная Мещеряковым, были использованы для создания гравюры по дереву, выполненной в Петербурге В. В. Матэ после смерти философа.
По смерти Андрея Ковалевского имение Ивановку приобрёл известный меценат и промышленник К. Н. Кузин. Как сообщает В. Н. Каразин, Кузин решил позаботиться о том, чтобы над могилой Сковороды в Ивановке появился достойный философа памятник. Сохранились упоминания о том, что когда Сковорода почувствовал приближение смерти, он помылся, оделся в чистую одежду, лёг и умер. На своей могиле философ завещал написать: «Мир ловил меня, но не поймал». По замыслу Кузьмы Кузина, эти слова должны были быть выбиты на надгробном памятнике. Г. П. Данилевский, однако, с сожалением писал о том, что памятник в имении Кузиных, если таковой был возведён, до наших дней не сохранился.

Памятник Г. Сковороде в Харькове (фото Ю. Щербинина)

## Воззрения

### Общая характеристика
Образцом для богословия Григорий Сковорода считал александрийскую школу. Он также особо почитал римских авторов, таких как Сенека и Марк Аврелий.
По мнению некоторых исследователей, в своей философии Сковорода был близок к пантеизму, поскольку подобно Спинозе отождествлял Бога («Высочайшее Существо») и «всеобщую мати нашу натуру». При этом натура определяется как «римское слово» синоним слов природа или естество, которое во всей своей целокупности также может быть названо миром. При этом мир этот безначален, и символом его может быть назван змей, «в коло свитым, свой хвост своими жь держащим зубами». Причём Змей и Бог есть одно («змій есть, знай же, что он же и Бог есть»). Эта природа порождает охоту (ражженіе, склонность и движеніе), а охота — труд.
Весьма терпимо Сковорода относился к язычеству, видя в нём подготовку человеческого рода к принятию христианства («Языческіе кумырницы или капища суть то ж храмы Христова ученія и школы»). По отношению к религии предлагал средний путь между «курганами буйнаго безбожія» и «подлыми болотами рабострастнаго суевѣрія».

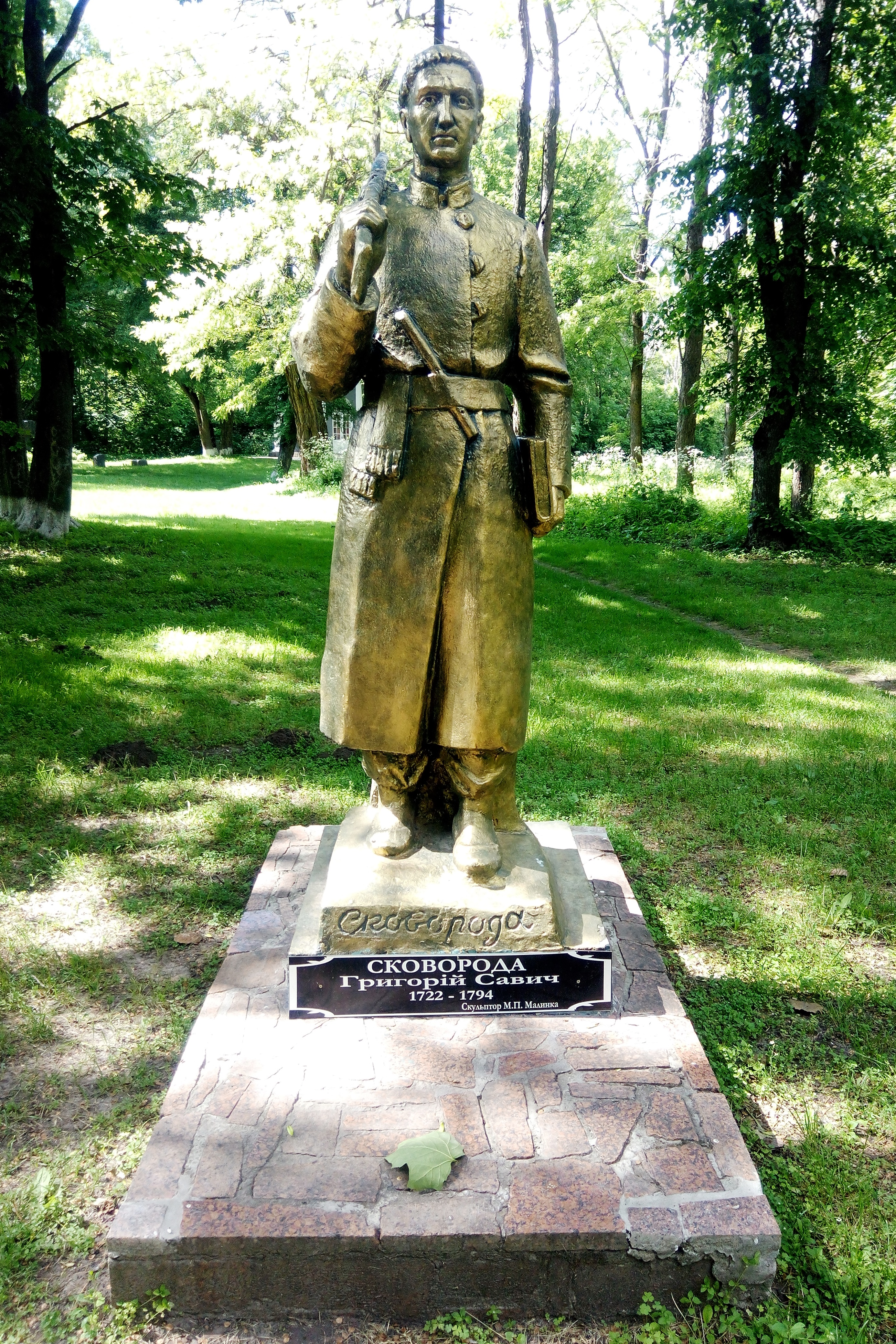
Памятник Григорию Сковороде в Яготинском ландшафтном парке им. гетмана Кирилла Разумовского

Мироздание он видел состоящим из трёх миров — макрокосма (вселенная), микрокосма (человек) и некоего «симболичного мира», связующего большой и малый миры, идеально их в себе отражающего (например, с помощью священных текстов вроде Библии). Каждый из этих миров состоит из «двух естеств» — видимой (тварной) и невидимой (Божественной), материи и формы, «сирѣчь плоть и дух».
Сковорода уделял значительное внимание не только христианской традиции в философии, но и античному наследию, в частности идеям платонизма и стоицизма. Исследователи находят в его философии черты как мистицизма, так и рационализма. Г. С. Сковороду нередко называют первым философом Российской империи. За свой необычный образ жизни, а также из-за того, что большинство своих философских сочинений он написал в форме диалогов с друзьями, сегодня на него ссылаются как на «украинского» или «русского Сократа».
А. Ф. Лосев из оригинальных идей Сковороды выделял, прежде всего, его учение о сердце, мистический символизм в учении о трёх мирах и представление о двух сущностях мира, видимой и невидимой.

### Проблема человека
В трудах Г. С. Сковороды центральное место занимает проблема самопознания, которая неминуемо сводится у философа к вопросу о природе человеческого существа. В соответствии с сентенцией о человеке, что является «мерой всех вещей» (тезис Протагора), Сковорода приходит к мысли о том, что человек является началом и концом всякого философствования. «Однако человек, который есть начало и конец всего, всякой мысли и философствования, — это вовсе не физический или вообще эмпирический человек, а человек внутренний, вечный, бессмертный и Божественный».
Чтобы прийти к пониманию себя как внутреннего человека, необходимо пройти трудный путь, исполненный «страданий и борений». По мнению Сковороды этот путь сопряжён с остранением ума от мирской суеты, то есть от познания мира внешнего. Место эмпирического познания, таким образом, должно быть заполнено миром образно-символического, где символика должна быть «сродной» внутренней жизни и вечному смыслу бытия. Такую символику, как христианский мыслитель, Сковорода усматривает в Священном Писании. Через библейский текст человеческая мысль «превращается в око Бога Всевышнего». Библейский символизм Григорий Саввич называет «следами Бога». Ступая по ним, человек приходит к познанию себя как человека внутреннего, в котором «истинный человек и Бог есть тожде». Опыт самопознания Сковороды, таким образом, оказывается по своему духу необычайно близким рейнской мистике (Майстер Экхарт, Дитрих из Фрайберга и др.) и немецкой теософии эпохи Реформации (прежде всего, Якоб Бёме, Ангел Силезский и др.), проникнувшей в Русское царство в XVII веке через Немецкую слободу и получившей своё первое оригинальное воплощение на православной почве в кругу «вольнодумца» Дмитрия Тверитинова.

### Учение о трёх мирах
Согласно Сковороде, всё сущее состоит из трёх миров:
«Первый есть всеобщий мир обитательный, где всё рождённое обитает. Сей составлен из бесчисленных мир-миров и есть великий мир. Другие два суть частные и малые миры. Первый — микрокосм, то есть мирик, мирок, или человек. Второй есть символический мир, иначе Библия».
Задача человека состоит в том, чтобы сквозь зримую природу сущего постичь софийную основу каждого из трёх «миров».

### Учение о двух натурах и двух сердцах
Сковорода развивал концепцию о двух вечных «натурах». Задача человека состоит в том, чтобы сквозь видимую «натуру», то есть чувственную природу, прозреть «натуру» невидимую, то есть божественное «безначальное единоначало». Люди, не зная о существовании невидимой натуры, увлекаются и соблазняются обманчивой видимостью, утрачивая связь с Богом. В диалоге «Наркисс» Сковорода развивал тезис о двух сердцах: внешнем (то есть «плотском», «мирском», Сковорода также называет его «пепельным сердцем») и внутреннем, позволяющем через «испытания» раскрыть в себе образ Божий, то есть «познать самого себя».

### Учение о сродности
Особое место в учении Сковороды занимала проблема «сродности», то есть следования человека своей природе. Познавшие сродность составляют, по Сковороде, «плодоносный сад», гармоничное сообщество людей, соединённых между собой как «части часовой машины» причастностью к «сродному труду» (сродность к медицине, живописи, архитектуре, хлебопашеству, воинству, богословию и т. п.). В учении о сродности и несродности Сковорода переосмысливает в христианском духе некоторые идеи античной философии: человек — мера всех вещей (Протагор); восхождение человека к прекрасному (эрос у Платона); жизнь в согласии с природой (римские стоики). Своя «сродность» или, как ещё пишет Сковорода, своя «стать» есть у каждого человека. Учение о сродности оказало влияние на славянофилов.

### Проблема поиска истины
Оригинальное философское размышление по мотивам Книги Притчей Соломоновых содержится в поэтическом произведении Сковороды «Разговор о премудрости». В нём философ описывает диалог между человеком, страждущим снискать истину, и Софией-Премудростью. София следующим образом описывает себя:
У греков звалась я София в древний век, 

А мудростью зовёт всяк русский человек,

Но римлянин меня Минервою назвал,

А христианин добр Христом мне имя дал.
Человек, расспрашивая Софию, узнаёт, что у неё есть сестра:
Ей сто имён. Она, 

Однак, у россиян есть бестолковщина.
Человек обращается к Софии с расспросами про нравы и воззрения китайцев, однако София уверяет его в бесполезности таких расспросов, называя их глупостями. Тогда человек уличает саму Софию во лжи, то есть возникает подозрение в том, что под личиной Софии-Премудрости скрывается её коварная сестра-бестолковщина. Читатель же, полагавший вначале диалога, что он разворачивается между вопрошающим человеком и Софией-Премудростью, проникается неразрешённой интригой, предстала ли в диалоге с сыном Божиим София на самом деле, или же её не было вовсе. Так Сковорода раскрывает ускользающую природу безначальной истины, поиск которой сопряжён с познанием самого себя. «Разговор о премудрости» Сковороды представляется знаковым произведением в связи с развитием софиологии в истории русской религиозной философии и, прежде всего, в философии Владимира Соловьёва.

## Язык

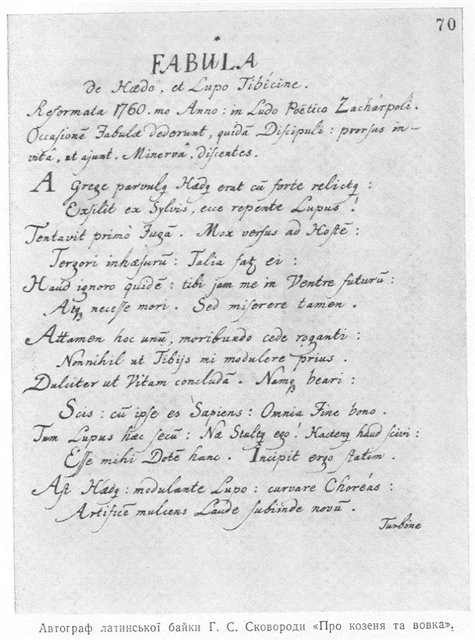
Латинская басня про волка и козлёнка, написанная Григорием Саввичем Сковородой

Язык произведений Григория Саввича Сковороды представляет проблемное поле, затрагивающее вопросы как филологического, так и философского характера. Специфика языка Сковороды отмечалась уже его учеником М. И. Коваленским. Он утверждал, что Сковорода писал «на российском, латинском и эллинском языке», хотя иногда употреблял «малороссийское наречие», что также подтверждают некоторые его современники.
То обстоятельство, что Григорий Сковорода писал все философские труды по-русски, стало поводом для критики его трудов со стороны украинских писателей. Язык Сковороды критиковал поэт Тарас Шевченко, писавший, что Сковороду «збила з пливу латинь, а потім московщина». Пантелеймон Кулиш в своей поэме «Грицько Сковорода» высмеивает манеру речи философа. Другой украинский писатель Иван Нечуй-Левицкий, в целом относившийся к русскому языку резко негативно, писал, что своеобразие языка Сковороды объясняется тем, что книжный язык был «поглощён» Ломоносовым — «мова вже була загарбана» — «и возвращался на Украину в великорусских цветах». Всё эти ответвления, по мнению писателя, «Сковорода смешивал в кучу, временами в удивительных языковых композициях, чудных, рябых и в целом тёмных». Самого Сковороду Левицкий называл «несколько чудаковатым». Язык Скороводы разительно отличался от норм русского литературного языка, встречающихся в текстах других харьковских литераторов. Когда в 1830-х годах харьковские романтики готовили собрание сочинений Григория Сковороды, у них возникла мысль адаптировать его тексты, чтобы не отвратить читателей.
Известный украинист, эмигрант второй волны Ю. В. Шевелёв, проведя филологический анализ ряда ключевых сочинений Григория Сковороды, пришёл к выводу, что Сковорода в своих произведениях придерживался разновидности русского языка, хоть и отличной от литературного языка Москвы и Санкт-Петербурга. По мнению Ю. В. Шевелёва, своеобразие языка Григория Сковороды отражает, прежде всего, диалектные особенности русского языка, характерные для образованного сословия Слободского края. Обилие церковнославянизмов русского извода («Russian Church Slavonicisms») в произведениях Сковороды Ю. В. Шевелёв объясняет жанровыми особенностями трудов философа, тяготевшего к стилю барокко. Ю. В. Шевелёв констатирует, что, «отбросив очки романтизма и популизма», язык Сковороды нужно рассматривать как разновидность русского языка с элементами церковнославянской и народной лексики. Тарас Закидальский в своей монографии «Теория человека в философии Сковороды» определяет язык философа как «архаичный русский XVIII века (archaic 18th-century Russian)». В. М. Живов пришёл к выводу, что Сковорода находился на пути «сведения русского и церковнославянского воедино». К схожему заключению приходят Л. А. Софронова, О. В. Марченко, Л. В. Ушкалов и другие исследователи. Проведя филологический анализ всего корпуса сочинений Сковороды, Людмила Софронова пришла к выводу, что основными «рабочими языками» Сковороды были церковнославянский язык русского извода, русский разговорный язык и находившийся в становлении русский литературный язык. Как показала Л. А. Софронова, Сковорода не просто обращался к языковым возможностям церковнославянского и русского языков, но раскрывал их культурные функции: прежде всего, через призму оппозиции сакральное/светское.
Так, «ветхославенский» (церковнославянский язык по терминологии философа) — язык сакральный. Сковорода обращается к нему всякий раз, когда цитирует Библию. По мнению Л. А. Софроновой, философ любил использовать в собственных рассуждениях о Священном Писании риторический ход imitatio, как бы подражая Писанию: в этих случаях он переходил на церковнославянский язык. Иногда, впрочем, Сковорода обращается к церковнославянской лексике и в эпистолярных трудах. Наряду с церковнославянским, философ часто обращается в своих толкованиях Писания к русскому литературному языку, который содержал в себе множество церковнославянизмов. В. М. Живов отмечает, что «новый русский литературный язык мог с равным успехом черпать и из русского, и из церковнославянского источника». Таким образом, переход с языка на язык в произведениях Сковороды был естественным. Русский язык для Сковороды — это, прежде всего, язык проповеди, которую и не следует произносить высоким стилем: «используя русский язык, (Сковорода) стремится приблизить священный текст к читателю». Для стилистических перебивок Сковорода также использовал русский разговорный язык. Церковнославянский, русский (разговорный и литературный, находившийся в становлении) языки органично переплетались в произведениях Сковороды, посвящённых вопросам толкования Священного Писания. «Специфика употребления церковнославянского и русского языков состоит в том, что они являются взаимодействующими величинами».
Отмечая своеобразие языка Сковороды, Ю. М. Лощиц пишет: «Сегодня язык, на котором Григорий Сковорода писал свои стихи, басни и прозаические диалоги, нуждается не просто в снисхождении, но и в самой решительной реабилитации. Сковорода-писатель прекрасно чувствовал себя в современной ему языковой стихии, она его нисколько не смущала и не служила помехой для его самовыражения. Переведи мы все его творения на современный русский или современный украинский, и сколько обнаружится невозместимых потерь!»
Помимо этого, Сковорода часто прибегал к латинскому языку. Латынь для Сковороды — это прежде всего эпистолярный язык, язык светской учёности, язык басен, поэзии и философии. Иногда Сковорода переходит на латынь в ремарках. В рассуждениях, касающихся вопросов толкования Священного Писания, Сковорода латынь не применял.
Греческий язык в произведениях Сковороды часто используется для истолкования исторических анекдотов. Сковорода рассматривает его как язык совершенного искусства и философии, язык Гомера и Сократа. В отличие, к примеру, от А. А. Барсова, Сковорода редко обращается к нему для истолкования Библии. Сковорода также уделял внимание греческому языку в эпистолярных трудах, о чём свидетельствует его переписка с Михаилом Коваленским.
Как элементы барочной культуры в ключевых произведениях Сковороды в качестве перебивок также появляются латынь, древнегреческий, древнееврейский, немецкий, польский и даже венгерский языки.

## Оценки и восприятие

### В Российской империи

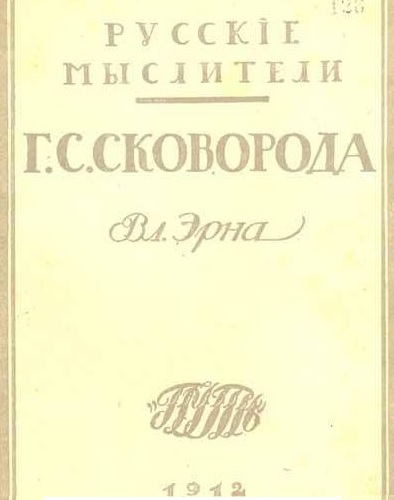
Титульный лист знаменитой книги о Сковороде Владимира Францевича Эрна «Григорий Сковорода. Жизнь и учение» (Москва, 1912)

Оценки культурного значения Г. С. Сковороды крайне полярны. О. В. Марченко пишет: «Личность Сковороды постепенно становилась образом, символом, к которому притягивались, вокруг которого кристаллизовались и причудливо выстраивались разнообразные идеологические проекты». В Российской империи одни авторы были склонны видеть в нём значительную фигуру для отечественной культуры (В. Ф. Эрн, В. В. Зеньковский, Д. И. Багалей и др. — в их произведениях Сковорода предстаёт как «достойный для сердец пример», «первый русский религиозный философ», «первый самобытный мыслитель Руси», «завершитель эпохи казацкого барокко в литературе» и т. д.); другие, напротив, исходили из того, что значение Сковороды незаслуженно преувеличено и искусственно раздуто на волне национального патриотизма (В. В. Крестовский, Г. Г. Шпет, Э. Л. Радлов и др.). В. В. Крестовский резко отзывался о наследии философа, называя произведения Сковороды «семинарским тупоумием, схоластической ерундой и бурсацкой мертвечиной». Э. Л. Радлов писал беспристрастно: «Большого влияния Сковорода на развитие философии не имел; он оставил после себя лишь кружок поклонников, но не создал школы». Критическая позиция Радлова не была лишена оснований. В период расцвета Российской империи интерес к произведениям Г. С. Сковороды изначально проявляли только московские мартинисты, находившиеся в близких отношениях с учениками философа — Томарой и Коваленским: так через Томару философия Сковороды проникла в труды Жозефа де Местра, а через Коваленского — состоялось знакомство с трудами Сковороды Лабзина, Жихарева и Хомякова. Москвичи также знакомились с творчеством Сковороды благодаря его другу Ф. И. Дискому, предлагавшему в 1817 году свои услуги по разъяснению сочинений Сковороды в «Московских ведомостях». В письме 1829 года императору Николаю I Ю. Н. Бартенев, с большим пиететом относившийся к мистической литературе мартинистов, писал о жизнеописании «известного Сковороды, который был украшением века августейшей твоей бабки и венценосного родителя твоего, который в мудрой Екатерине видел Северную Минерву, и которую сей единственно-национальный философ Русский научал любить и благоговеть пред гениальностию мудрой монархини».
Сковорода был особенно любим среди русских вельмож по нескольким причинам: он не только был одним из видных придворных подданных, прославивших Россию в своих произведениях и воспитавших целую плеяду русских государственных деятелей (Коваленский, Вишневский, Томара), но и стал, наряду с Георгием Конисским, одним из ярких сторонников малороссийской идентичности и служения Малой и Великой России под общим монаршим началом, что не мешало Сковороде быть противником крепостного права. Это обстоятельство привлекало интерес к наследию Сковороды среди русских вельмож и вызывало глубокое негодование у украинофилов. В повести «Близнецы» Тарас Шевченко гневно охарактеризовал Сковороду: «Мне кажется, никто так внимательно не изучал бестолковых произведений философа Сковороды, как князь Шаховской. В малороссийских произведениях почтеннейшего князя со всеми подробностями отразился идиот Сковорода. А почтеннейшая публика видит в этих калеках настоящих малороссиян. Бедные земляки мои!..» Русский писатель Николай Гоголь, напротив, относился к наследию Григория Сковороды с одобрением.
Большой вклад в популяризацию фигуры Сковороды внесли его первые биографы: прежде всего, ученик Михаил Коваленский (автор первого очерка о Сковороде «Жизнь Григория Сковороды. Писана 1794 года в древнем вкусе»). Очерк произвёл сильное впечатление на графа Льва Толстого. Другой видный биограф — Густав Гесс де Кальве; со Сковородой его связал брак с Серафимой Мечниковой, чей отец был близким другом малороссийского философа. Оба биографа — Коваленский и Гесс де Кальве — в красках описали жизнь философа. В меньшей степени на восприятие наследия Сковороды оказали влияние биографические очерки, составленные «обрусевшим швейцарцем» Иваном Вернетом, знавшим Сковороду лично, и Иваном Снегирёвым, опиравшимся на очерк Вернета. Тем не менее, особо ценны воспоминания Вернета о Сковороде как личности: его характере и манере вести спор. Наряду с упомянутыми биографами, особую роль в распространении идей философа сыграл видный молдавский писатель Александр Хиждеу, впервые назвавший Сковороду «русским Сократом», ссылаясь на не сохранившийся до настоящего времени труд философа «Софросина, сиречь, толкование на вопрос, „что нам нужно есть“ и на ответ „Сократа!“».
Первым крупным обзорным исследованием, в котором рассматривалось значение жизни и наследия Сковороды, а также его влияние на философию и литературу, по праву считается издание сочинений философа, предпринятое Дмитрием Ивановичем Багалеем к 100-летию со дня смерти малороссийского мудреца. Багалей провёл обстоятельное исследование и фактически описал в своих произведениях все наиболее значимые труды, посвящённые жизни и философии Григория Саввича Сковороды, существовавшие на тот момент. К числу наиболее значительных исследований жизни и творчества Сковороды Багалей отнёс работы И. М. Снегирёва, И. И. Срезневского, Н. Ф. Сумцова, А. Я. Ефименко, Ф. А. Зеленогорского и В. И. Срезневского. Особенной похвалы Багалея удостоился труд о Сковороде Владимира Францевича Эрна. Багалей не был склонен преувеличивать значение философских трудов Сковороды и прямо писал, что его жизнь представляет интерес гораздо больший, нежели его произведения. «Общий смысл жизни Сковороды, — пишет исследователь, — вполне сходится с его учением» и в этом состоит его ценность. К числу оригинальных идей своего исследования сам Д. И. Багалей относил сравнительный анализ жизни Сковороды и графа Льва Николаевича Толстого.

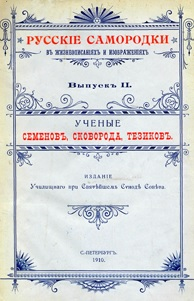
Титульный лист издания: Ученые Семеновъ, Сковорода, Тезиковъ. Русскіе самородки въ жизнеописаніяхъ и изображеніяхъ. Санкт-Петербург, 1910

В Российской империи Сковорода причислялся как к русским, так и к украинским мыслителям, причём обе характеристики рассматривались не как взаимоисключающие, а как взаимодополняющие и уточняющие. Священник Н. Стеллецкий, к примеру, использовал обе характеристики в своей работе 1894 года. Это обстоятельство объясняется многозначностью обеих характеристик в дореволюционной России. Сковорода мог свободно причисляться к русским философам в силу подданства, языка произведений и этнической принадлежности: последняя признавалась в силу господства концепции триединого русского народа, предпосылки которой проклёвывались уже у самого Григория Саввича Сковороды, а также у его учителя Георгия Конисского, ратовавшего за воссоединение древнерусских земель «мужицких и литвинских» под властью русского царя. Д. И. Багалей даже писал, что в ряде своих высказываний Сковорода «выступает русским националистом». Связь национального и религиозного сознания Сковороды, по-видимому, была в полной мере раскрыта в не дошедших до нас произведениях философа, озаглавленных как «Книжечка о любви до своих, нареченная Ольга православная» и «Симфония о народе». В то же самое время Сковорода мог рассматриваться как украинский мыслитель: во-первых, в силу происхождения, во-вторых, ввиду основного места проживания, так как большую часть времени Сковорода проводил в Слободской губернии. Слободская губерния была утверждена на земле, где в XVII веке располагалась засечная черта слободских казацких полков Русского царства. В народе земля называлась слобожанщиной, слободской украйной, засечной чертой, граничной землёй, украйной или окраиной. Топоним слободская украйна нашёл отражение в административно-территориальном делении Российской империи: губерния при Евдокиме Щербинине стала называться в официальных документах Слободской Украинской (безотносительно этнического состава губернии). В силу данного обстоятельства историк Н. И. Петров, к примеру, выделял «малороссийский» и «украинский» периоды Сковороды, опираясь на административно-территориальное деление России. М. В. Безобразова сравнивая Г. Н. Теплова и Г. С. Сковороду утверждает, что Теплов «одинаково малоросс» со Сковородой (при том, что Теплов был коренным уроженцем Пскова). В исследовании Безобразова подразумевает, что Теплов жил в Малороссии и служил в гетманской канцелярии. Известно высказывание самого Сковороды на этот счёт: философ называл Малороссию, то есть Киевскую губернию, «матерью», а Украйну, то есть Слободскую губернию — «тёткой». Таким образом, указание как на украинскую, так и на русскую идентичность в произведениях Сковороды и в исследовательской литературе Российской империи, посвящённой философу, не находилось в прямой зависимости от этнического происхождения и лишь частично могло быть связано с культурной самоидентификацией философа и его любовью к «малой родине». В действительности указание на обе формы идентичности могло быть продиктовано различными факторами, одним из которых было административно-территориальное деление страны.

### В трудах эмигрантов из России и Австро-Венгрии

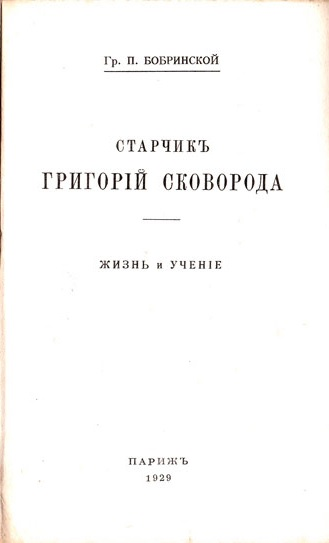
Титульный лист книги о Сковороде графа Петра Бобринского «Старчикъ Григорій Сковорода» (Париж, 1929)

Особое место в истории изучения наследия Григория Сковороды занимает эмигрантская литература, возникшая на волне радикальных изменений в европейской национальной политике, приведших к кризису монархического строя на континенте. В ходе гражданской войны 1917—1923 годов, а также по её итогам, Россию были вынуждены покинуть как сторонники белого монархического движения, так и многих революционных движений, не получивших одобрения и поддержки со стороны новой «красной власти». В то же время в Австро-Венгерской империи, распавшейся в силу поражения в войне, революционные брожения отразились на положении галичан, многие из которых оказались в опале и бежали — в зависимости от политических предпочтений и национальной идентичности — кто на запад, кто на восток. Эмиграция интеллектуалов из повергнутых в крах империй отразилась, в частности, на формировании новых парадигм исследований философии, в том числе Г. С. Сковороды. В силу радикальных изменений национальной политики старых империй в период военного противостояния, а также трансформации смыслов прежних этнонимов и топонимов и изменений в геополитической карте Европы по итогам Великой войны, в трудах эмигрантов из бывших империй сформировались, применительно к наследию Сковороды, две парадигмы политических антагонистов: консервативно-монархическая «русская», также известная как «малорусская» (В. В. Зеньковский, П. А. Бобринской) и национально-центристская «украинская» (Д. И. Чижевский, И. Мирчук). Данное разделение, однако, было в известной степени условным, так как, например, Зеньковский и Чижевский читали труды друг друга и были знакомы лично. Д. И. Чижевский, хоть и был первым историографом украинской философии, тем не менее, в равной степени ощущал свою связь с русской белой эмиграцией и поддерживал с ней крайне тёплые отношения. Даже книгу о Сковороде Чижевский планировал опубликовать в Русском обществе в Белграде.
«Украинская» концепция получила широкую поддержку в период подъёма Польского государства, преимущественно во Львове и в Варшаве при Юзефе Пилсудском и получила дальнейшее интеллектуальное развитие в трудах эмигрантов из Польши, работавших в Украинском свободном университете сначала в Праге, затем в Мюнхене, а затем в канадской школе украинистики. При этом сторонники обоих «философских лагерей» были идеологически и политически ангажированы в своих исследованиях. Так утверждение украинской парадигмы требовало пересмотра всей интеллектуальной истории Восточной Европы. А. В. Малинов в этой связи пишет: «Д. И. Чижевский, пытаясь составить историю украинской философии, был вынужден непомерно возвеличить значение Сковороды как мыслителя. С одной стороны, он пытался проследить связь его воззрений с традицией немецкого мистицизма, а с другой, ещё более сомнительную связь антиномизма метода его произведений с немецкой идеалистической философией. Впрочем, то обстоятельство, что Сковорода был современником Канта, ещё не делает его кантианцем». Об этом же пишет русский эмигрант Б. В. Яковенко: «Первый по-настоящему русский философ и современник Канта Сковорода, кажется вплоть до своей смерти, не имел никакого представления о великом господствующем философе, да и полностью оставил без внимания его учение». С другой стороны, отмечает А. В. Малинов, бросается в глаза, как В. В. Зеньковский «пытался представить такую эволюцию философских идей русских мыслителей, в которой бы решающую роль играли их религиозные взгляды».
Показательно, что труд В. В. Зеньковского вызвал критику не только со стороны сторонников украинофильского движения, таких как Д. И. Чижевский, но и со стороны русофилов, например, Г. В. Флоровского. В письме Д. И. Чижевскому отец Георгий Флоровский, будучи экуменистом, критиковал В. В. Зеньковского за попытки усмотреть в православии особый русский путь, отличный от западноевропейского. Отец Г. В. Флоровский воспринимал разрыв между «греко-русским» и «романо-германским» мирами как общеевропейскую трагедию и полагал, что противопоставлять Россию Европе в культурном отношении неуместно. Флоровский писал, что такое противопоставление упрощает природу противоречий между упомянутыми «мирами-близнецами», усматривать же в самобытности русского мира чуждое европейским ценностям начало, — по мнению Флоровского, — не только не верно, но и порочно.
В. В. Зеньковский же, по всей видимости, усматривал основную задачу в противостоянии советской парадигме истории философии и занимал охранительную консервативно-православную позицию: труды Д. И. Чижевского и И. Мирчука его при этом мало волновали. И Чижевский, и Зеньковский, в своей интерпретации философских воззрений Сковороды находились под сильным впечатлением от книги о Сковороде Владимира Францевича Эрна. Хотя на первый взгляд могло показаться, что антагонизм между сторонниками «русской» и «украинской» парадигм носил в эмиграции непримиримый характер, на деле сторонники обоих лагерей поддерживали любезные отношения, о чём, в частности, свидетельствует переписка между Флоровским и Чижевским. Некоторые эмигранты, например, Н. С. Арсеньев, и вовсе игнорировали новое политически-ангажированное содержание русской и украинской парадигм и свободно использовали обе характеристики по отношению к Григорию Сковороде безотносительно какой бы то ни было политической нагрузки.

### «Советская рецепция»

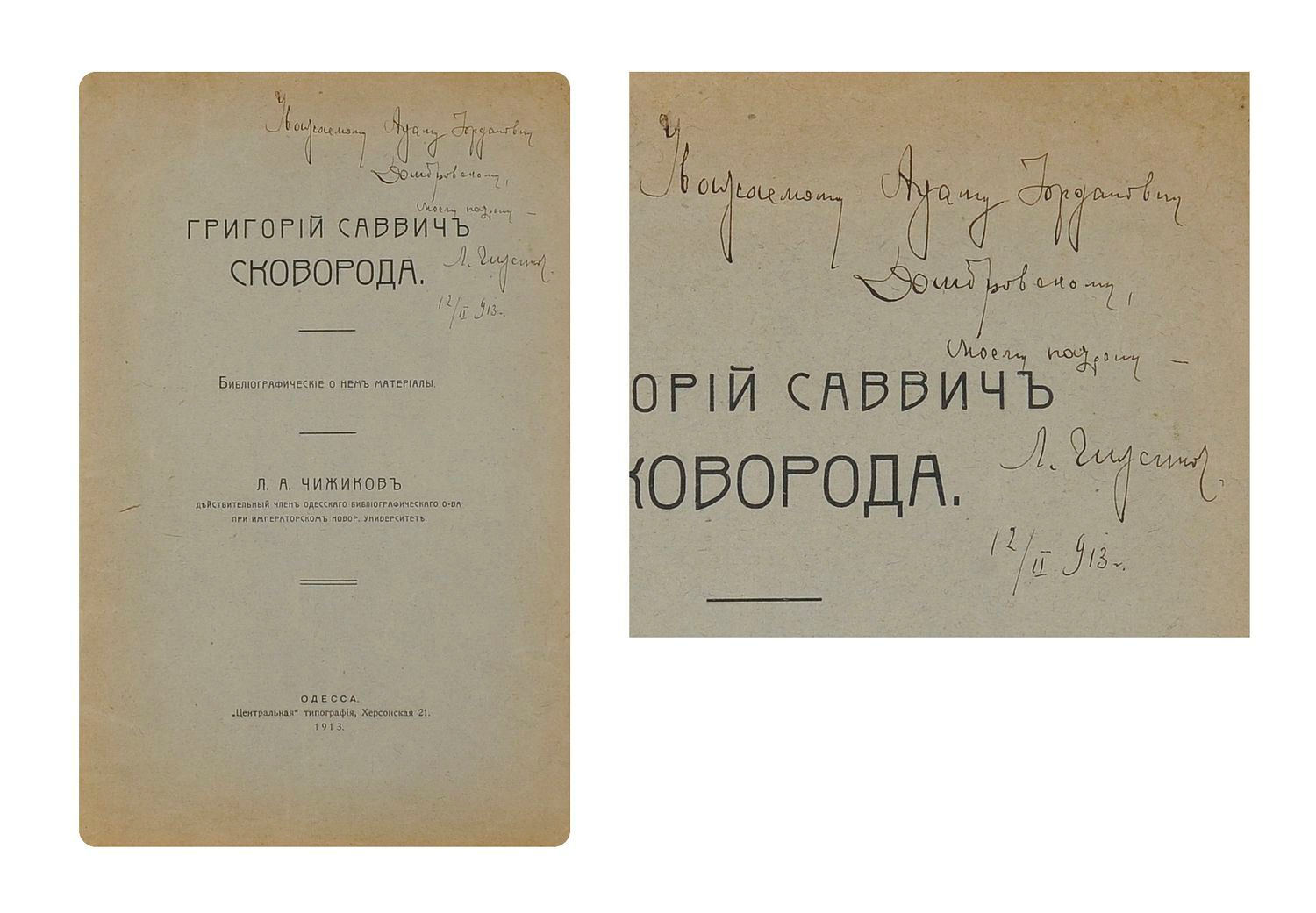
Очерк революционера Луки Алексеевича Чижикова о Сковороде с собственноручным посвящением революционеру Адаму Домбровскому

Интерес к личности и трудам Г. С. Сковороды среди будущих советских историков, философов и партийных деятелей ещё до революции пробудил Владимир Дмитриевич Бонч-Бруевич. В 1912 году сочинения Сковороды были подготовлены В. Д. Бонч-Бруевичем к изданию в серии «Материалы по истории русского сектантства». Первый том, изданный Бонч-Бруевичем, остался единственным. Издание это «сыграло со Сковородой злую шутку»: поскольку В. Д. Бонч-Бруевич был близким другом В. И. Ленина, его усилиями Сковорода был включён в подписанный Лениным «План монументальной пропаганды» от 30 июля 1918 года. А. М. Ниженец, знавшая Бонч-Бруевича лично, пишет: «Значення ідей Сковороди у розвиткові культури народів Радянського Союзу високо цінував великий Ленін». Таким образом, Сковорода был официально включён в список исторических лиц, обязательных для упоминания в целях распространения коммунистической пропаганды. Этим обстоятельством объясняется обилие исследований философии Сковороды и возведение многочисленных памятников в его честь в советскую эпоху. Рост интереса к Сковороде особенно возрос в период «коренизации», с чем связано формирование культового образа «философа с котомкой», «борца с царизмом» и «национального освободителя». Таким Григорий Сковорода был воспет не только в советской литературе, но и в кинематографе. Ключевую роль в формировании «советского Сковороды» сыграл известный революционер И. П. Кавалеридзе: по его проектам были установлены памятники Сковороде в Чернухах, Лохвице, Киеве. Кавалеридзе также был автором сценария советского пропагандистского фильма «Григорий Сковорода» (1959 г.), снятого при Хрущёве.
В 1944 году И. В. Сталин организовал в освобождённом Киеве празднества по случаю 150-летия со дня смерти Григория Сковороды. При Хрущёве в Киеве вышло в свет двухтомное собрание сочинений Сковороды в переводе на украинский язык. При Брежневе (к 250-летию со дня рождения Сковороды) был опубликован двухтомник на русском языке в новой орфографии.
Образ «борца с царизмом» плохо сочетался с наличием у Сковороды родственников среди столичных дворян, приближённых к императрице, и друзей среди вельмож, в связи с чем в советской рецепции наследия Сковороды акцент делался на украинском происхождении философа: связь Сковороды с малоземельным казачеством позволяла представить его как борца за народовластие. Таким образом, решались сразу две задачи: с одной стороны, акцент на украинском происхождении позволял отказаться от «малорусской парадигмы» исследований Г. С. Сковороды, распространённой в Российской империи, что способствовало культурной коренизации в УССР; с другой стороны, украинское происхождение Сковороды использовалось для включения наследия Сковороды в диалектику классовой борьбы: противопоставление простого казака «угнетателям-дворянам» изобличало проблему социального неравенства в Российской империи. Тем не менее, в советских сковородоведческих исследованиях включение философа в контекст классовой борьбы невольно способствовало обострению контекста национальной борьбы, проистекавшего из противопоставления украинцев русским. Сковорода, таким образом, не просто становился «борцом за народовластье», но провозвестником украинской вольницы и независимости, борцом за свободу «угнетённого народа» перед лицом русской монархии. Хотя «советская парадигма» исследований Сковороды в силу марксистской направленности была чужда трудам эмигрантов как из русского, так и украинского зарубежья, она развивала «украинскую парадигму» сковородоведения и тем самым способствовала вытеснению «малорусской парадигмы» из истории философии в СССР.

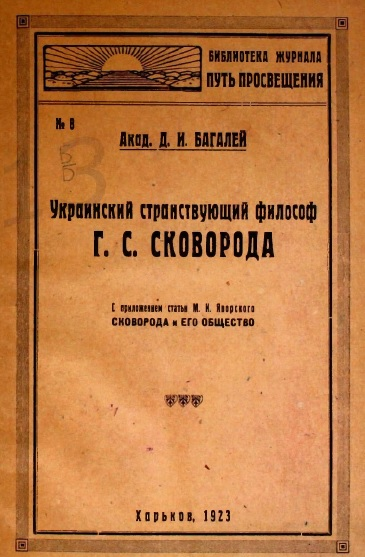
Титульный лист речи Дмитрия Багалея, прочитанной в СССР в 1922 по случаю 200-летия Григория Сковороды

Хотя советский образ Сковороды, в соответствии с планом монументальной пропаганды В. И. Ленина, должен был насаждаться по всему СССР, в годы коренизации были предприняты большие усилия, чтобы исключить всякую возможность рассматривать Сковороду в русле общерусской истории, в связи с чем памятники философу в РСФСР не возводились. Д. И. Багалей, в частности, упоминает в своём очерке «Григорий Сковорода — украинский странствующий философ» любопытный эпизод: он сообщает в докладе о том, что в начале 20-х годов постановлением совета РСФСР было принято решение о возведении первого в мире памятника философу Сковороде, который должен был появиться в Москве. Однако в дальнейшем, в целях политики коренизации было принято решение отменить проект установки памятника, чтобы избежать укрепления образа Сковороды как русского философа. В дальнейшем все памятники Сковороде возводились на территории УССР. Аналогично, в рамках политики укрепления коренизации, рукописи Сковороды, сохранившиеся в Румянцевском собрании в Москве, куда их завещал передать сын ученика Сковороды Михаила Коваленского, получившего их от Сковороды лично, были в 1955 году изъяты из Румянцевского музея и поступили в Институт литературы им. Тараса Шевченко в Киев.
В официальной советской трактовке Сковорода рассматривался как «крестьянский демократ» и «просветитель народа». И. А. Табачников так писал о Сковороде: «В его мировоззрении всегда брали верх подлинный демократизм, гуманизм, просветительство и воинствующий антиклерикализм». Эту оценку иронически обыгрывает в своём анализе советского сковородоведения А. В. Малинов: «Юродство и опрощенчество понимались как демократизм, нравственные наставления и проповеди — как просветительство, а близкая сектантству критика официальной церковности — как антиклерикализм».
Тем не менее, несмотря на идеологические и пропагандистские рамки, некоторые исследователи наследия Сковороды в советское время смогли существенно расширить знания о философе и изучили целый ряд документов, позволивших уточнить детали жизни странствующего мудреца. В ранней советской историографии большой вклад в сковородоведение внёс знаток его трудов Д. И. Багалей, известный своими исследованиями со времён Российской империи. Багалей детально рассмотрел жизнь философа в контексте «классовой борьбы» и раскрыл общесоциальную проблематику его наследия, привлекая ценные краеведческие материалы.
После Второй мировой войны наибольший вклад в изучение Сковороды в СССР внесли П. Н. Попов и Л. Е. Махновец, критически пересмотревшие ключевые заключения Н. И. Петрова о Сковороде, на которые незыблемо опирался Д. И. Багалей. Несмотря на это, большая часть исследований наследия Сковороды советской эпохи носила сугубо прокламативный характер и не способствовала существенному развитию научных исследований.

## Память
На территории Украины имя Г. С. Сковороды носят несколько исследовательских учреждений и высших учебных заведений:
- Институт философии им. Григория Сковороды НАН Украины
- Харьковский национальный педагогический университет им. Г. С. Сковороды
- Университет Григория Сковороды в Переяславе

В селе Сковородиновка Харьковской области действовал Литературно-мемориальный музей Г. С. Сковороды. В ночь на 7 мая 2022 года помещение музея разрушено вследствие прямого попадания российской ракеты.
Именем Г. С. Сковороды названы улицы в Чернигове, Киеве, Полтаве, Львове, Днепре, Луганске, Харькове, Хмельницком и других городах Украины.
Портрет Григория Сковороды и два выполненных им рисунка помещёны на 500-гривенной купюре.
23 октября 2021 года в Харькове открыли Сквер мыслителей, посвящённый дружеским отношениям между Украиной, Казахстаном и Азербайджаном. Установленная в сквере скульптурная композиция состоит из трёх фигур: украинского поэта Григория Сковороды, азербайджанского просветителя Мирзы Фатали Ахундова и казахского поэта Абая Кунанбаева.
22 ноября 2022 года к 300-летию со дня рождения Григория Сковороды НБУ ввёл в обращение памятную монету «Сад божественных песен».

Почтовые марки и банкноты
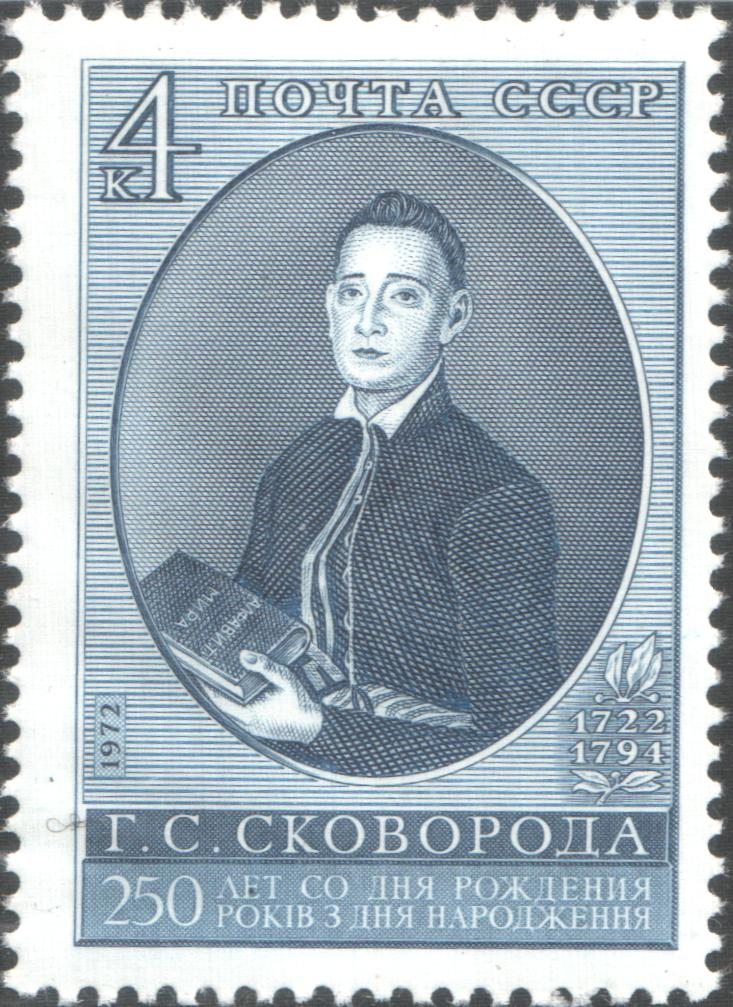
На почтовой марке СССР, 1972 год  (ЦФА [АО «Марка»] #4186; Sc #4034)
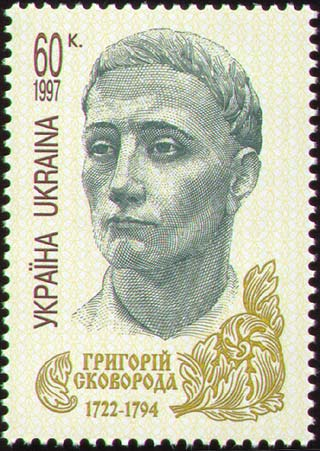
На почтовой марке Украины, 1997 год
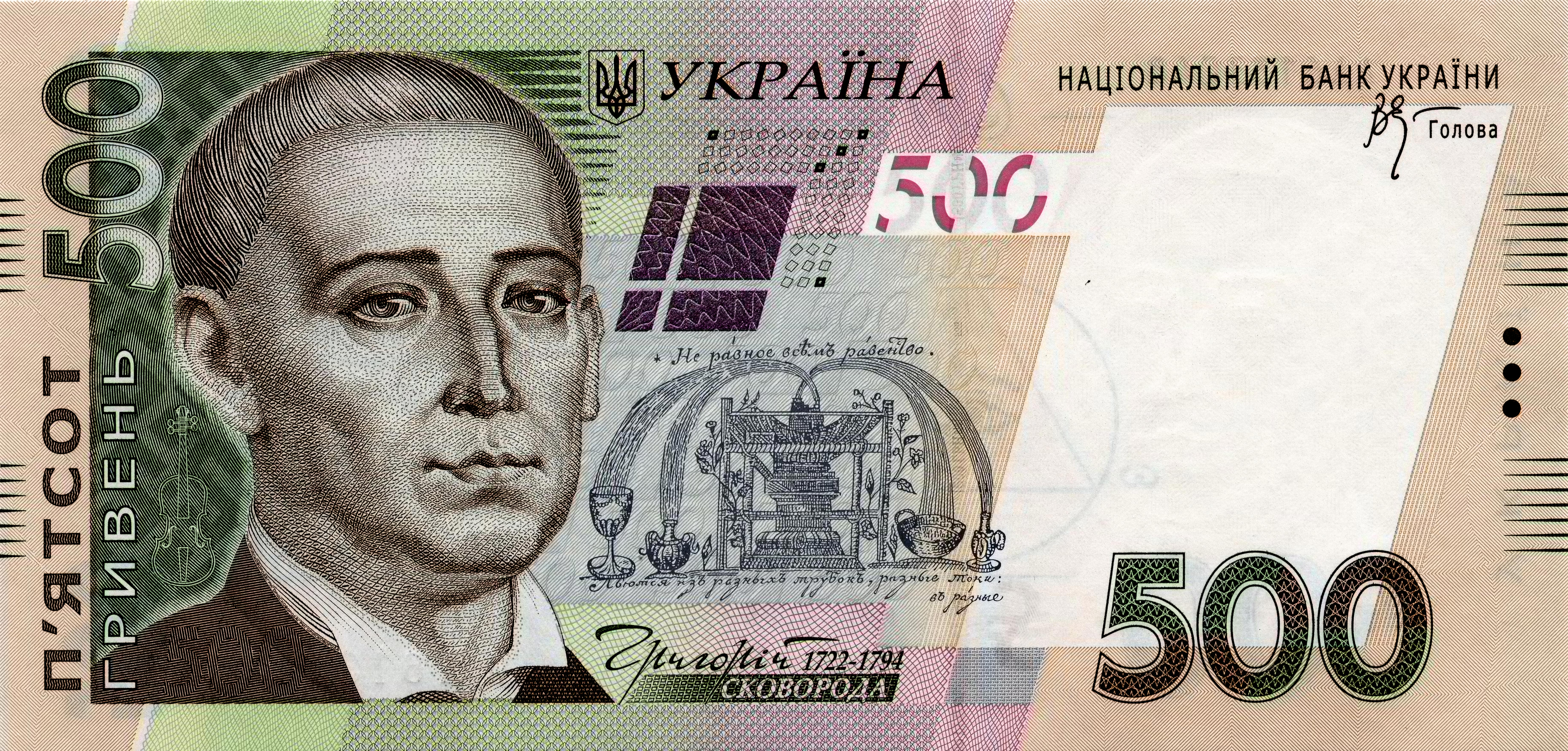
Григорий Сковорода на купюре в пятьсот гривен, 2006 год
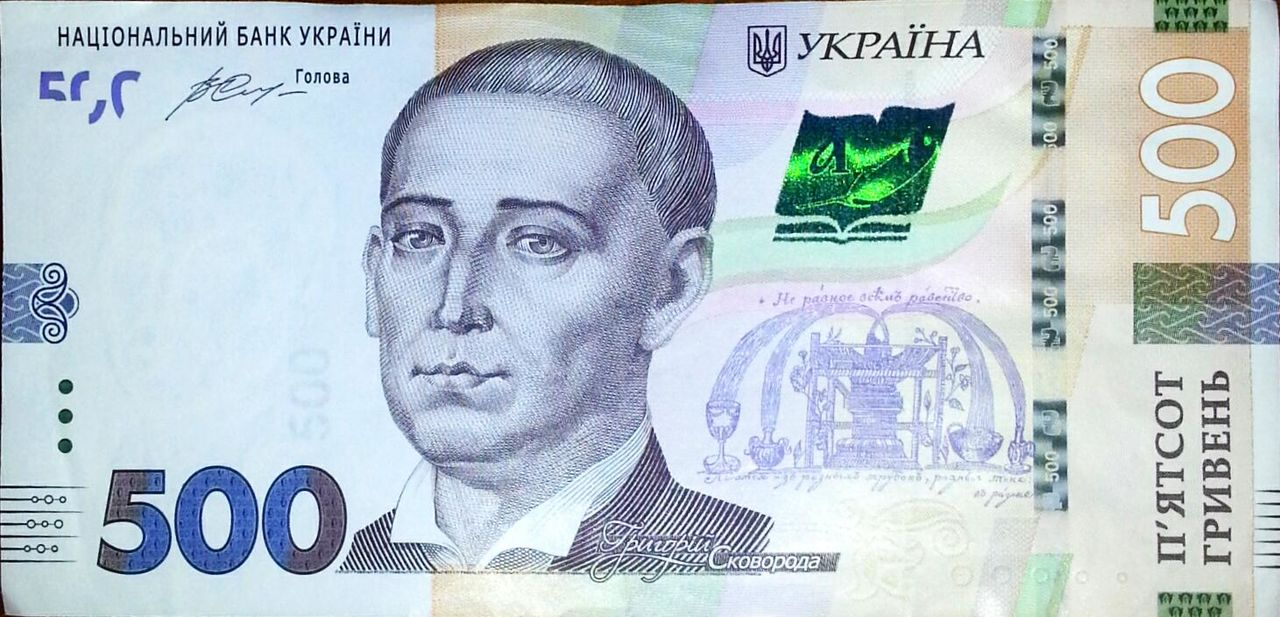
Григорий Сковорода на купюре в пятьсот гривен, 2015 год

## Киновоплощения
- Николай Салтыков («Апостол», 1919)
- Александр Гай («Григорий Сковорода», 1959)
- Андрей Белоус («Пейзаж души после исповеди» , 1995)
- Анатолий Черков («И мир меня не поймал», 2004)

## Философские трактаты и диалоги
Основные произведения:
- Асхань («Симфоніа, нареченная Книга Асхань о познаніи самого себе»)
- Наркисс («Наркісс. Разглагол о том: узнай себе»)
- Беседа, нареченная двое, о том, что блаженным быть легко
- Диалог, или разглагол о древнем мире
- Разговор пяти путников о истинном счастии в жизни (Разговор дружеский о душевном мире)
- Кольцо. Дружеский разговор о душевном мире
- Книжечка, называемая Silenus Alcibiadis, сиречь Икона Алкивиадская (Израилский змий) (1776)
- Книжечка о чтении священного писания, нареченна Жена Лотова (1780)
- Потоп змиин (конец 1780-х)
- Алфавит мира (Разговор, называемый алфавит, или букварь мира; 1775)
- Брань архистратига Михаила со Сатаною о сем: легко быть благим (1783)
- Пря бесу со Варсавою
- Начальная дверь к христианскому добронравию (1769—1780)
- Сад божественных песен

Не сохранившиеся произведения:
- Рассуждение о поэзии (1751)
- Книжечка о любви до своих, нареченная Ольга православная (? — вопрос о подлинности произведения не разрешён)
- Симфония о народе (? — вопрос о подлинности произведения не разрешён)
- Софросина, сиречь, толкование на вопрос, «что нам нужно есть» и на ответ «Сократа!» (? — вопрос о подлинности произведения не разрешён)

## Басни
- «Басни харьковские» (1774)
- «Благодарный Еродий»
- «Убогий жаворонок»

## Музыка
М. И. Коваленский даёт Сковороде-музыканту такую характеристику: 
Любимое, но не главное упражнение его была музыка, которой он занимался для забавы и препровождал праздное время. Он сочинил духовные концерты, положа некоторые псалмы на музыку, также и стихи, певаемые во время литургии, которых музыка преисполнена гармонией простой, но важной, проницающей, пленяющей, умиляющей. Он имел особую склонность и вкус к акроматическому роду музыки. Сверх церковной, он сочинил многие песни в стихах и сам играл на скрипке, флейтравере, бандоре и гуслях приятно и со вкусом.
Сковороде приписывают песни, исполнявшиеся кобзарями. Считается, что ему принадлежат песни «Ой ти птичко жолтобока» и «Стоїть явір над водою».
Существует мнение, что перу Сковороды принадлежит 8-голосная литургия, известная под названием «Служба Грицькова», а также другие духовные сочинения для православного богослужения.
Одиночные записи музыки Сковороды сохранились в рукописях конца XVIII — начала XIX века. Эту музыку исполнял ансамбль Святослава Крутикова «Camerata Taurica», впоследствии — Ансамбль старинной музыки Константина Чечени. Из духовной музыки, атрибутируемой как произведения Сковороды, была исполнена Херувимская на 8 голосов хором студентов Киевской государственной консерватории под управлением Павла Муравского.
Стихотворение «Всякому городу нрав і права» входит в репертуар многих современных кобзарей-исполнителей: Сергей Захарец, Тарас Компаниченко, Нина Матвиенко, Александр Триус, Юлиан Китастий.
Многие стихи Григория Сковороды положены на музыку. Украинский композитор Леонид Грабовский создал цикл «Temnere Mortem» (1991).

### Издания трудов Сковороды

#### Собрания сочинений
- Г. С. Сковорода. Сочинения в стихах и прозе. — СПб., 1861. — (5 трактатов, стихотворения, переписка и др.; изданы И. Лысенковым).
- Сочинения Григория Саввича Сковороды, собранные и редактированные проф. Д. И. Багалеем. Юбилейное издание (1794—1894). — 7-й том Сборника Харьковского историко-филологического общества. Харьков, 1894. — (Первая научная публикация значительной части текстов философа. Несколько трактатов опущены по цензурным соображениям).
- Собрание сочинений Г. С. Сковороды. Том I. С биографией Г. С. Сковороды М. И. Коваленского, с заметками и примечаниями В. Бонч-Бруевича. СПб., 1912. — (Издан только 1-й том предполагавшегося двухтомника).
- Г. С. Сковорода. Сочинения: в 2 тт. — К., 1961.
- Г. С. Сковорода. Сочинения: В 2 тт. — (Сер. «Философское наследие»). — М.: Мысль, 1973. — (Под ред. В. И. Шинкарука. По сравнению с собранием сочинений 1961 г., добавлены два ранее неизвестных диалога, впервые опубликованных в 1971 г. — Observatorium и Observatorium specula).
- Г. Сковорода Повне зібрання творів: У 2-х т. — К.: Наукова думка, 1973. — Т. 1. — 532 с.; — Т. 2. — 576 с.
- Григорій Сковорода: Повна академічна збірка творів. Под ред. проф. Л. В. Ушкалова. — Харьков: Майдан, 2010. — 1400 с. (Это собрание сочинений является основой для онлайнового конкорданса (контекстного словаря) Сковороды: The Online Concordance to the Complete Works of Skovoroda).